# Amboto
El Amboto (en euskera: Anboto) es uno de los montes vascos, está situado entre Vizcaya y Álava en el País Vasco en España, tiene 1331 metros de altitud. Es uno de los montes más conocidos de los Montes Vascos por su importancia en la mitología vasca. El Amboto es la morada principal de la diosa Mari, conocida por ello como la Dama de Amboto. Es la cumbre principal de los montes del Duranguesado o sierra de Amboto.

## Geografía
Es la cima principal de la Sierra de Anboto o montes del Duranguesado, conocidos también como "La pequeña Suiza", que forman parte del parque natural de Urkiola. Al igual que el Alluitz, forma parte de la inmensa mole de caliza arrecifal muy compacta y de color gris claro que contiene restos de corales coloniales masivos y grandes conchas de rudicos y ostreicos. La sierra se sitúa al Este del parque y lo recorre en dirección noroeste-sureste.
Por su cara norte, la que se asoma sobre el valle de Arrazola, el desnivel es considerable, unos 1000 m, en algunos casos abiertos en acantilados como los que se contemplan en la misma boca de la cueva de Mari, desde el Ojo del Ezkilar o desde el de Bentanetan, la gran canal conocida como Artaungo sakona. Es aquí donde está la famosa cara este. Famosa por su verticalidad; en ella, se ubica la Mariurrika Kobea (o Mariren Koba), la morada de Mari, y se han abierto numerosas vías de escalada, entre las que se puede destacar la Este clásica (M.D. sup, A2, 300 m) o Kanterarik ez (no a la cantera) (E.D.inf, 400 m).
La cara sur desciende más suavemente hacia el puerto de Urkiola, con menos desniveles, por donde se abren las rutas más populares de ascenso a la cumbre. Al este forma un bonito collado con el Ipizte, llamado Zabalandi (900 m), desde donde se alza, impresionante, la mole gris que forma su cumbre, poniendo fin, por este lado, a su cresterío, que se inicia en el lado oeste con el Alluitz.
El Amboto, junto con la sierra a la que pertenece, es una de las cumbres más características y conocidas de Vizcaya y del País Vasco. Su ascensión, que se puede realizar por cualquiera de sus caras, requiere en todos los casos ciertos cuidados al discurrir cerca de los acantilados con impresionantes patios.
En su cumbre hay un vértice geodésico de segundo orden .

## Mitología
Amboto ha estado siempre envuelto en la magia y en la mitología. No en vano, en una cueva cercana a su cumbre, en la pared rocosa y acantilada de su parte este, nos cuenta la leyenda que tiene su morada principal Mari, la Dama de Amboto, y dicen que se la suele ver en la boca de la cueva, los días de buen tiempo, peinando su bonita cabellera rubia con un peine de oro, al sol. No es raro tampoco el verla pasar algunas noches como una gran bola de fuego sobre el cielo de Amboto, hacia otros lugares del País Vasco donde posee morada o al cercano Oiz. Dependiendo de donde se encuentre, habrá buen o mal tiempo.

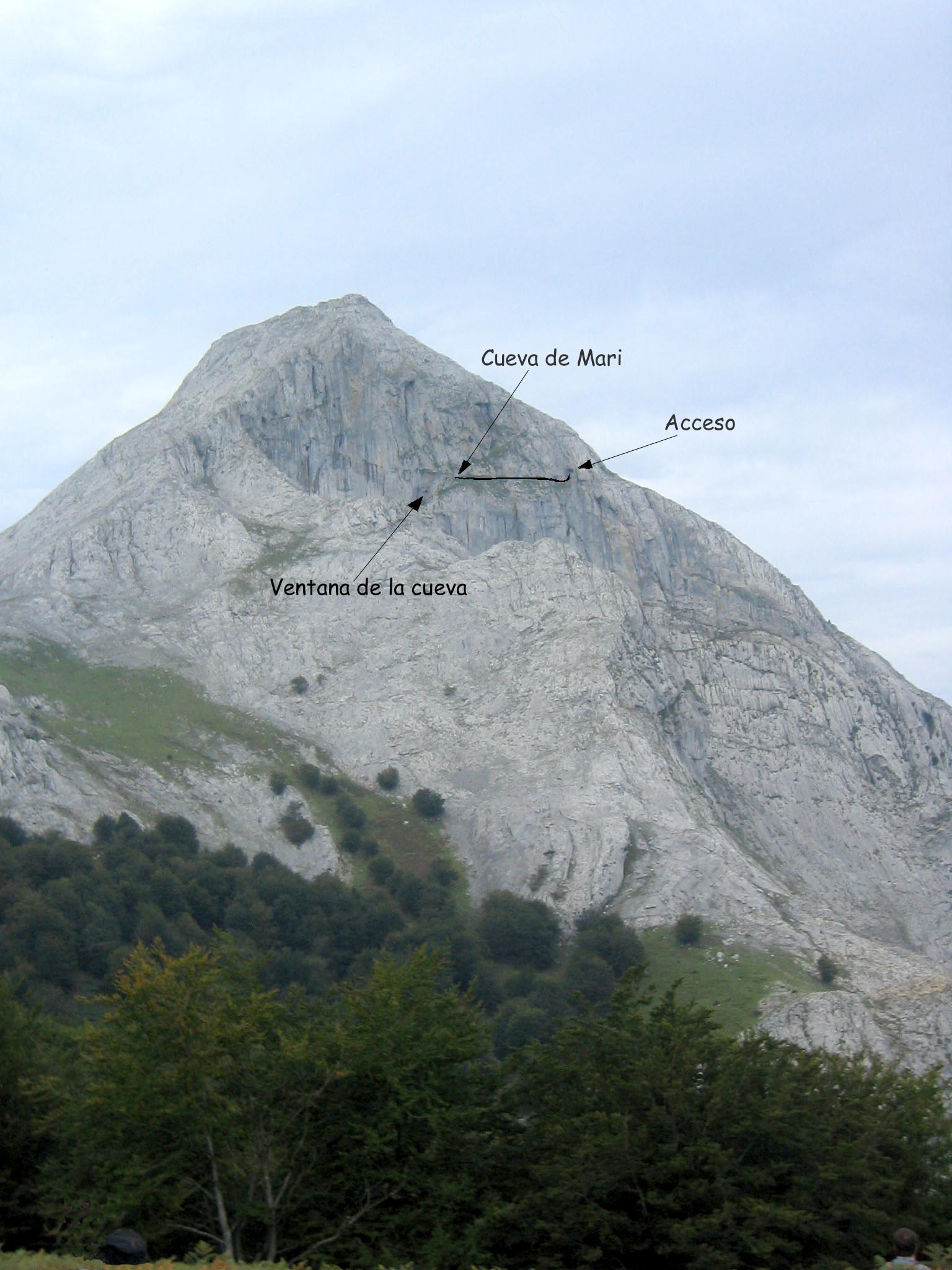
Ubicación de Mariurrika Kobea (la cueva de Mari) en la cara este del Amboto.
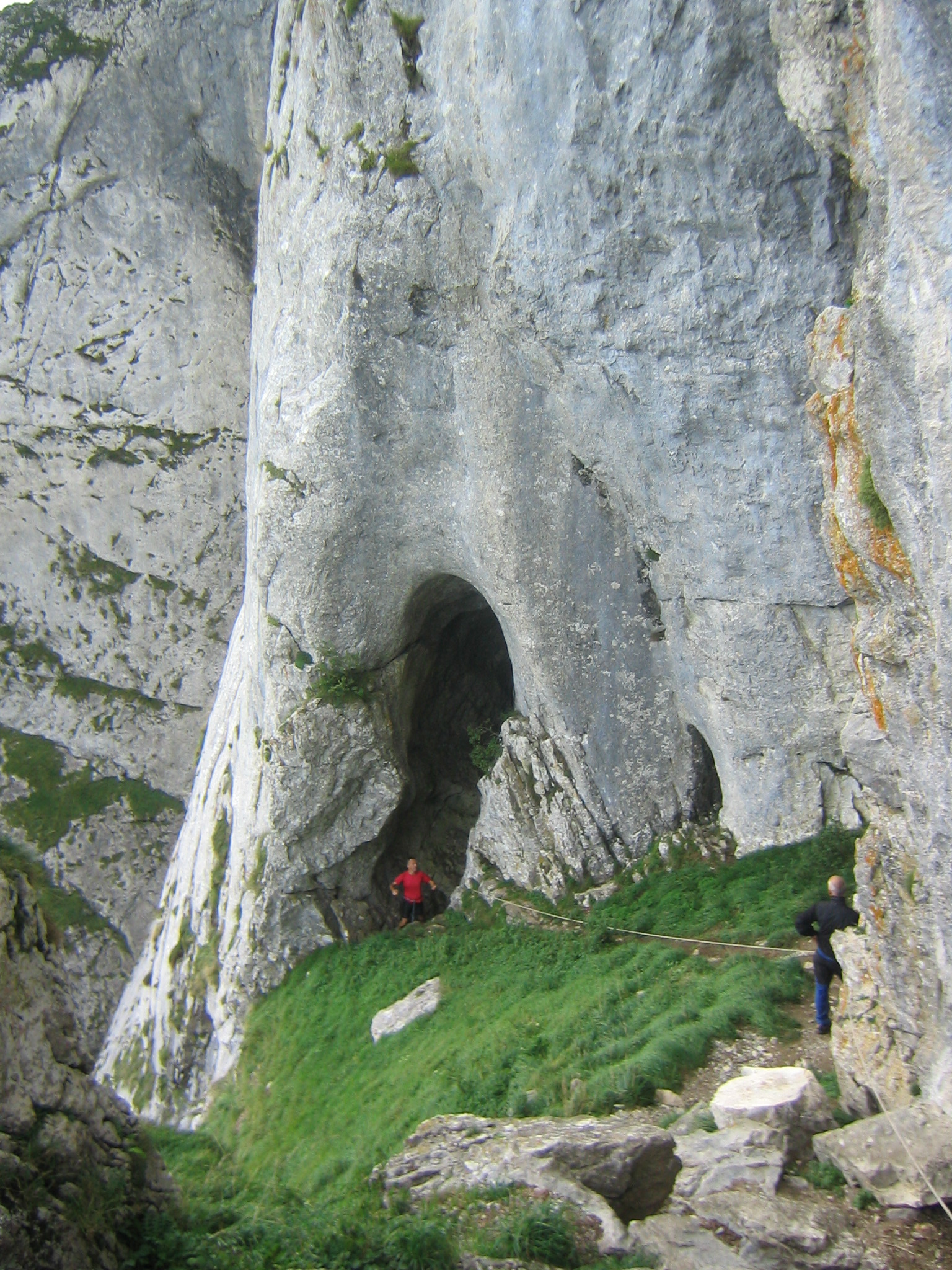
Entrada de la cueva.
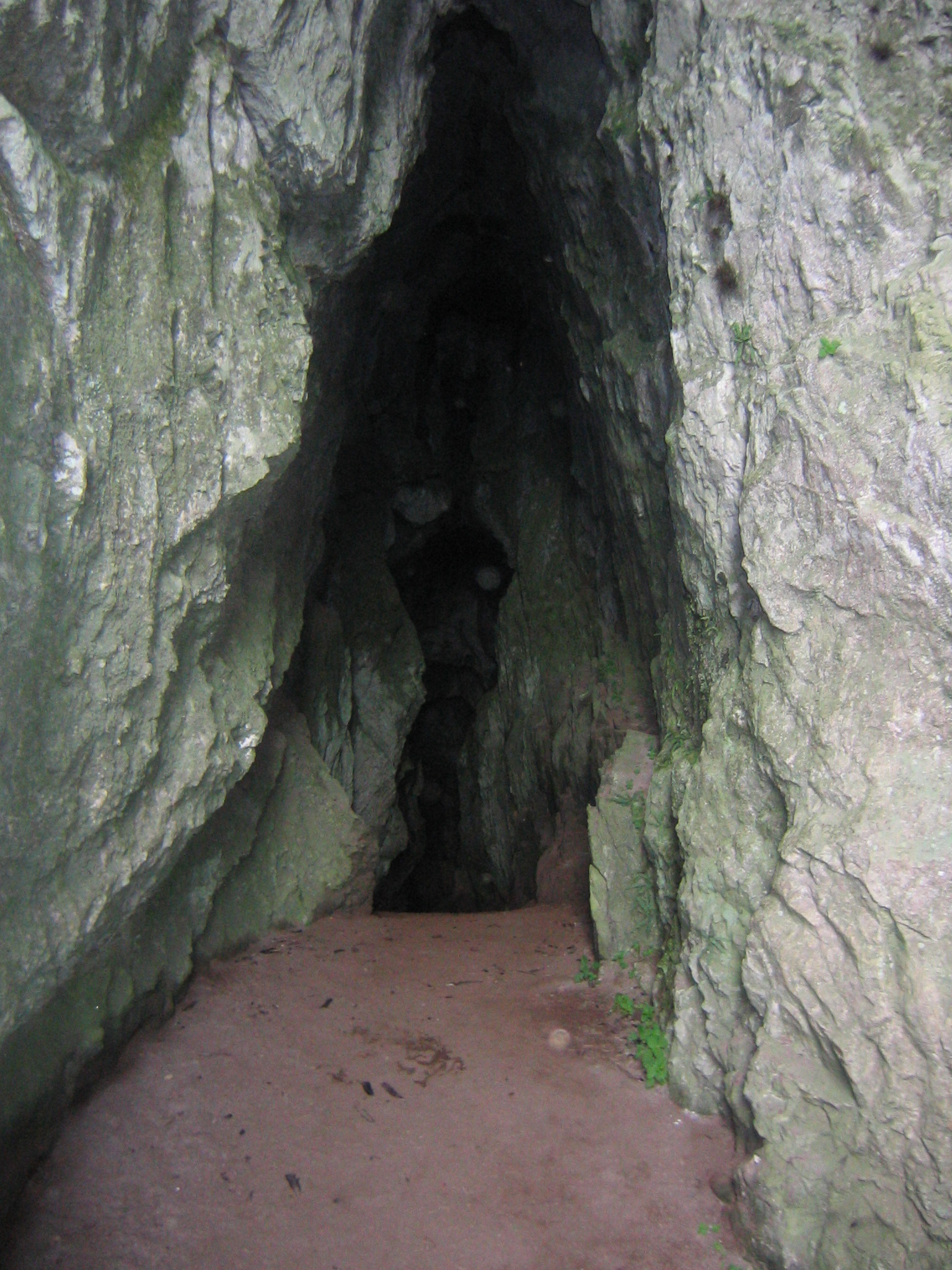
Pasillo interior que conduce a las simas.
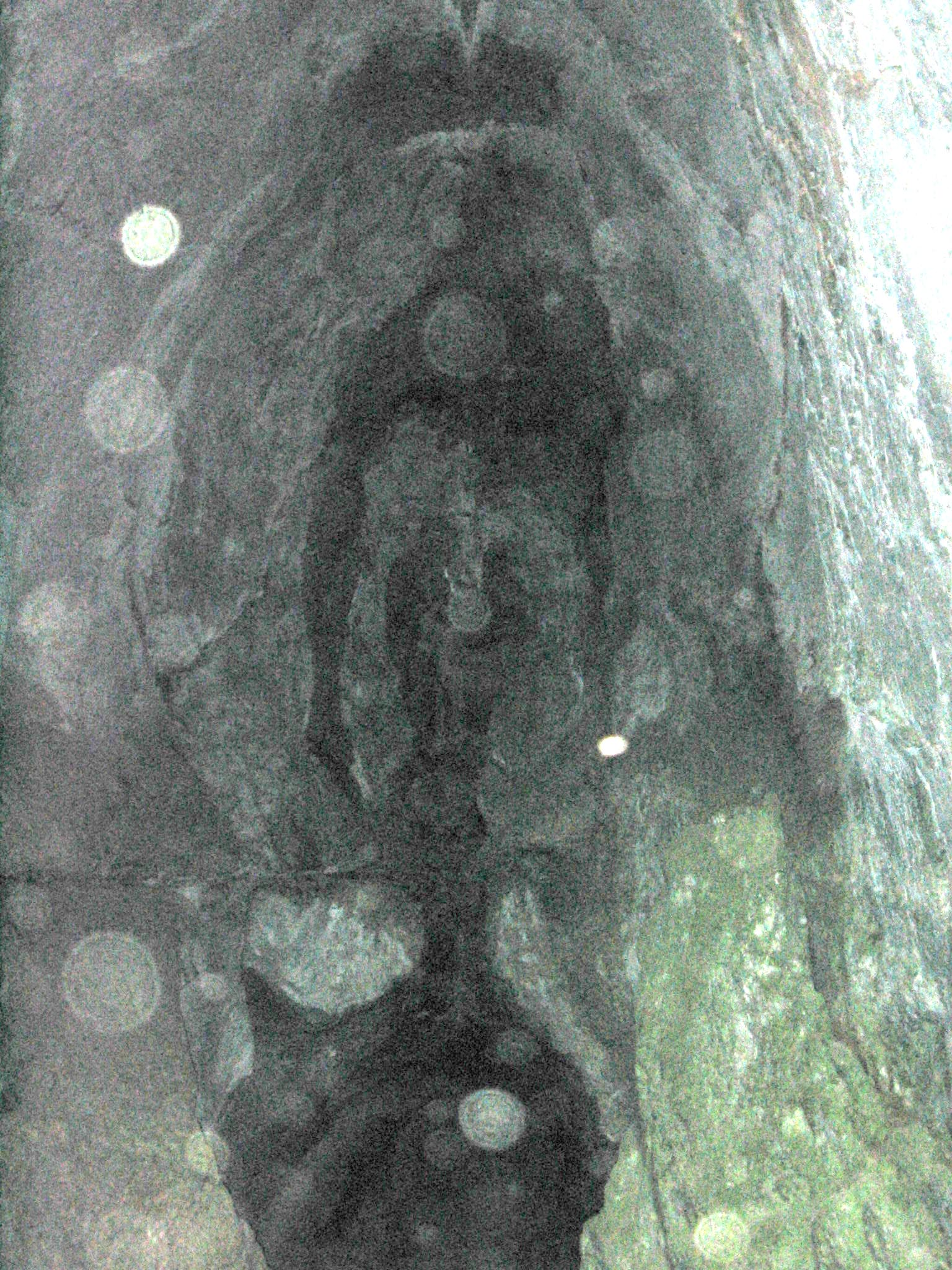
Formación rocosa que forma la cara de Mari.

La imponente brecha de paredes verticales que se forma entre el Azkillar y la propia cumbre del Amboto, con acantilados verticales de más de trescientos metros de desnivel, está repleta de cavidades, ojos y cuevas. Los ojos de Azkillar y Bentanetan son visibles desde el valle de Arrazola; el de Bentanetan cierra el vértice de la enorme canal de Artaungo sakona en su parte superior. 
En la pared este, justo debajo de la cumbre, casi inaccesible (para llegar a ella hay que caminar por una pequeña repisa que se forma en la pared, la cual tiene un par de pasos dignos de ser salvados debidamente encordados —se suele poner un pasamanos—), a más de 1000 m de altitud se abre la boca de la cueva Mariurrika Kobea, en la que la mitología ha ubicado la morada principal de Mari. Una boca amplia en altura, que mediante un pequeño pasillo nos conduce a una sala bien iluminada por una ventana que se abre, directamente, al acantilado.
Una muestra de la influencia mitológica de esta montaña nos la da el texto del Arcediano don Pedro Fernández de Villegas, que escribió sobre 1510 lo siguiente: 

... y en las montañas y provincias de Vizcaya, de otros que llaman de la sierra de Amboto que tenían diabólicos errores.../   En los cuales tratos también se entremeten, y mucho, unas falsas mujeres hechiceras que llamamos brujas y sorguiñas, las cuales hacen hechizos y maldades, tienen sus pláticas y tratos con los demonios.../. En los procesos que se hicieron contra aquellos de la sierra de Amboto, se dice y confiesa por muchas personas haber visto al diablo y hablándole, a veces en figura de cabrón, otras veces en figura de mulo grande y hermoso.../ y dicen éstas que se reconciliaron y confesaron su error, que si algunas veces aparecía el diablo en figura de hombre, siempre traía alguna señal que demostraba su maldad, como un cuerno en la cabeza o en la frente, o algunos dientes de fuera que se salían fuera de la boca, o cosa semejante.

La influencia de estas creencias en los procesos inquisitoriales practicados en Durango en 1500 por herejía, en los que fueron condenadas a la hoguera diez mujeres, conocidas como las durangas, y un hombre (y quemados los huesos de otras seis fallecidas) fueron relevantes.

## Ascensos

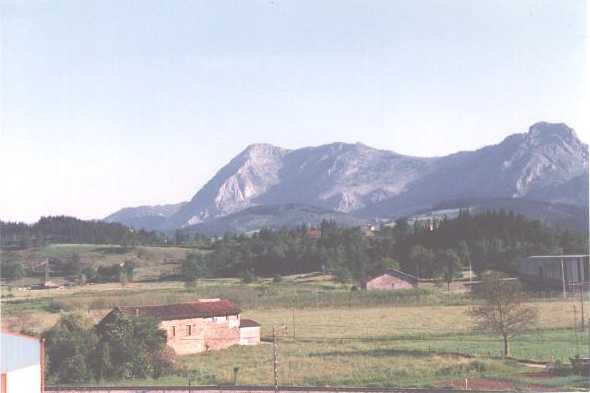
Vista de la crestería del Amboto por la cara norte.

Las rutas de ascenso a la mítica cumbre del Amboto se puede realizar desde los cuatro puntos cardinales, sus paredes, sus cresterías y acantilados son, con el cuidado conveniente, salvables. 
Tantas rutas de ascenso dan también una enorme variedad en las características de las mismas, desde las más simples donde el desnivel acumulado es de 600 m hasta las más exigentes con desniveles de 1100 m. La roca caliza, en muchos lugares formando alguna pequeña pedrera, es la que conforma cualquiera de las rutas existentes, como el omnipresente acantilado.
Dos son los lugares principales para comenzar las accesiones, el entorno del santuario de los Santos Antonios de Urkiola, que está a 730 m s. n. m., y el valle de Arrazola, que se sitúa a 250 m. También se puede acceder desde Ochandiano, que está a 549 m, y Aramayona que se sitúa a 312 m a través del collado de Zabalandi.
- Desde Urkiola.

Las vías más utilizadas, por ser las más sencillas en cuanto al desnivel a salvar, son las que parten desde Urkiola. Una vez en el santuario de los Santos Antonios se sigue el camino que se dirige a Urkiolamendi (1009 m) o la pista que rodea este y que conduce hasta el collado de Asuntze, que se encuentra a una altitud de 870 m s. n. m. y donde hay una fuente de agua férrica que se conoce con el nombre de Pol-Pol, nombre que se va extendiendo a todo su entorno.
Desde Asuntze se pueden seguir dos caminos diferentes para acceder por tres vías hasta la cumbre. 
- La vía más utilizada es la que siguiendo la pista hacia la derecha a pie de la mole caliza, hacia Zabalandi, llegamos al collado de Pagozelai (970 m) en donde comenzamos, metiéndonos en el hayedo, a remontar la pedregosa ladera de Arrueta, justo debajo de Saitze Puntie, hasta llegar al collado de Aguindi o Amboto Sakona Urkulu (1227 m) ya en la crestería. La cumbre, que queda al oeste, se alcanza siguiendo la cresta.

- Si se sigue la pista hasta el collado de Zabalaundi (896 m) cuando llegamos a este, formado entre el Amboto y Ipizte, nos encontramos con la mole caliza que conforma la cumbre justo encima de nosotros. Es en esta vista del Amboto en donde algunos le ven un cierto parecido con el Cervino. Desde allí, siguiendo las marcas rojas y blancas o los hitos existentes, o simplemente el camino más marcado, se va ascendiendo, en una fuerte subida, hacia la cumbre, siguiendo la línea del espolón de Azkilar o Eskilar y pudiendo subir a él y visitar su ojo. Cuando el espolón se encuentra con la propia cumbre del Amboto encontramos el ojo Bentanetan, que llama la atención por la vista que deja ver: todo el cortado desde su parte superior. En este punto, a mano izquierda del ojo, hay una pequeña cueva que comunica con el interior del mismo. El ascenso sigue hasta llegar a la crestería, la cual hay que seguir hacia la izquierda para llegar a la cumbre. Esta ruta es dura, al ascender en muy poco tramo los más de 300 m de desnivel.

- Desde Asuntze se puede acceder muy fácilmente al collado de Larrano, que se encuentra a 900 m s. n. m. Este collado es el que separa la parte de Alluitz de la de Amboto. Desde aquí y siguiendo la crestería hacia el oeste, vamos conquistando las diferentes cimas: Kurutzeta (1214 m), Elgoin (1.246 m) y Saitze Puntie (1242 m), que componen la misma, hasta llegar al colladito de Aguindi, donde se junta con la ruta que viene subiendo por la ladera. La cumbre queda ya cercana.

- Desde Arrazola.

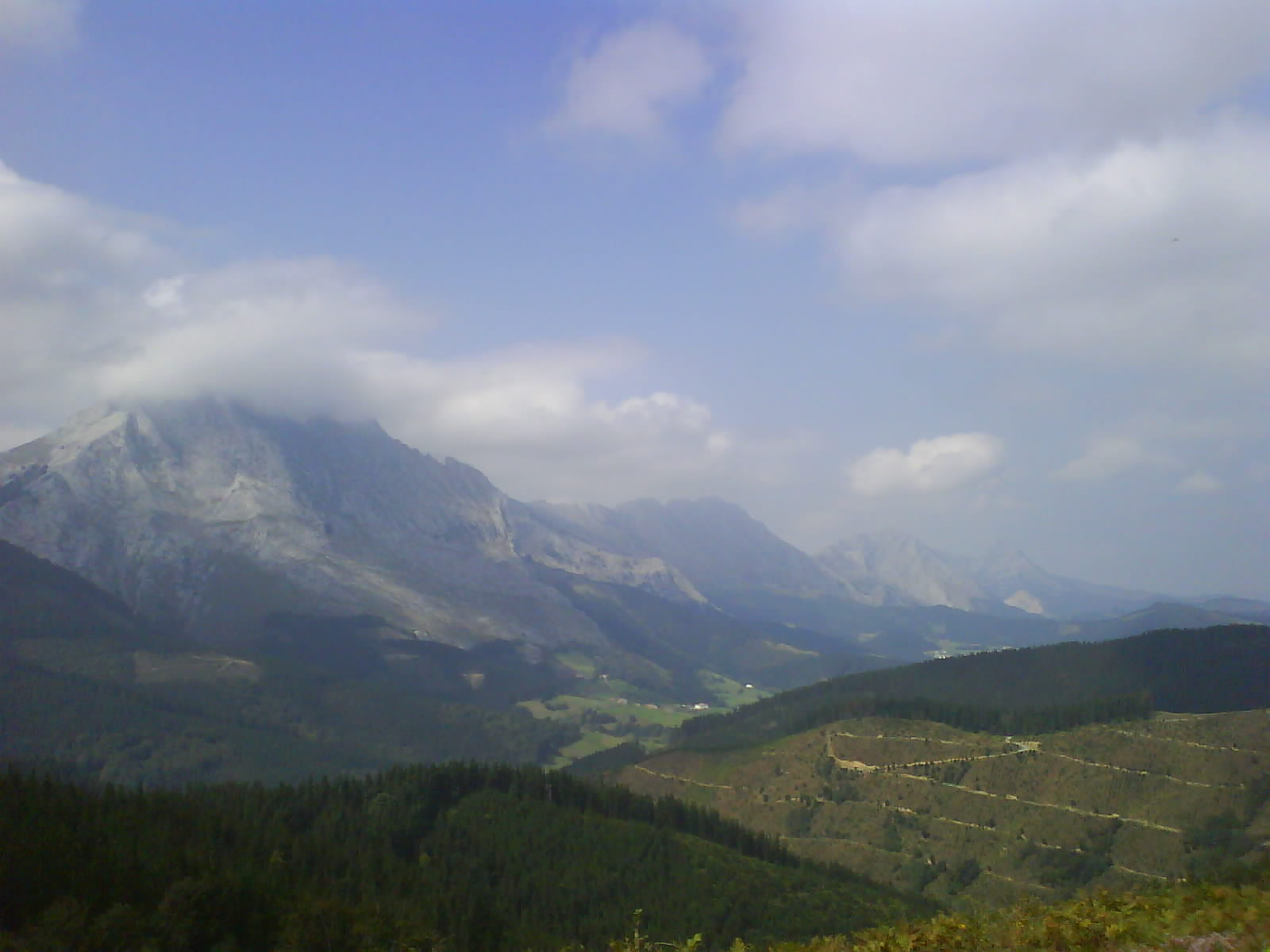
Vista de la crestería del Amboto por la cara sur desde el Besaide.

Desde el valle de Arrazola se pueden hacer, principalmente, tres diferentes rutas; todas ellas salvan más de 1000 m de desnivel. Las que van por la parte este llegan al collado de Larrano; las de la parte oeste al de Zabalandi, y las centrales toman como referencia la arista del Fraile o Fraile Atxa, de 972 m de altitud.
- Por Larrano:

Desde el barrio Atxondarra de Axpe, de sus inmediaciones, se puede acceder al collado de Larrano. Hay varios caminos que nos llevan a él, desde la pista que comunica este barrio con el de Mendiola de Abadiano por Sagasta. Una vez subida se llega al llano. Hay una desviación a la izquierda que nos deja al pie del Alluitz; de allí solo hay que seguir el camino que sale a la izquierda para llegar, una vez de atravesar un bosque de hayas y subir por una canal, a la ladera del Larrano, la cual se vence, llegando al collado. Desde el collado se sigue la crestería hasta la cima.
A Larrano también se llega desde Manzana por un camino que sale a la izquierda de la carretera a Axpe, nada más atravesar la antigua vía férrea, hoy paseo peatonal, sobre una pequeña fuente férrica. Y desde el propio Axpe, subiendo por la carretera que sube al cementerio y al hotel Mendi Goikoa, solo hay que seguir el camino que se adentra hacia la mole caliza, para llegar, una vez al pie de la misma y superada la ladera, al collado de Larrano.
- Por Fraile atxa o Amboto Sakona;

Desde el Arrazola se toma hacia la derecha el camino que conduce al paraje de Intxartxueta, para, siguiendo la pista, ponernos al pie de la gran mole de Fraile Atxa o Pico del Fraile (si seguimos esta pista hacia la derecha llegaremos al collado de Larrano). Avanzamos hasta situarnos dentro del Amboto Sakona (literalmente "lo profundo de Amboto") y comenzamos a ascender la gran pendiente. Esta ruta es la más abrupta de todas, que nos llevará, accediendo por una canal entre Frailea y el Amboto, hasta el collado de Aguindi, cerca de los 1200 m de altitud, cerca ya de la cumbre. Solo hay que seguir esta pequeña cresta para acceder a la cumbre. La bajada por esta ruta, por su gran pendiente, entraña peligro, sobre todo con terreno húmedo o nevado. El espolón de Fraile Atxa puede ser también escalado por sus dos caras de escalada, poco difícil pero larga y trabajosa (P.D.inf.).
Desde este collado se puede llegar a Mariurrika Kobea, es decir, la cueva de Mari, la diosa reina de la mitología vasca. Solo hay que seguir a la izquierda el pequeño sendero que nos conduce, bajo la cumbre, hasta la pared vertical en la que se ubica la cavidad. Cuando llegamos al borde de la misma, un túnel natural nos permite acceder al acantilado. De allí, por una estrecha y peligrosa senda que en algunos sitios cuelga sobre el gran patio recomendando la utilización de cuerdas que aseguren el paso, se accede a la boca, oculta por quedar en un rebaje de la roca, de la morada principal de esta diosa fundamental en las creencias antiguas de Euskal Herria.
- Por Zabalandi:

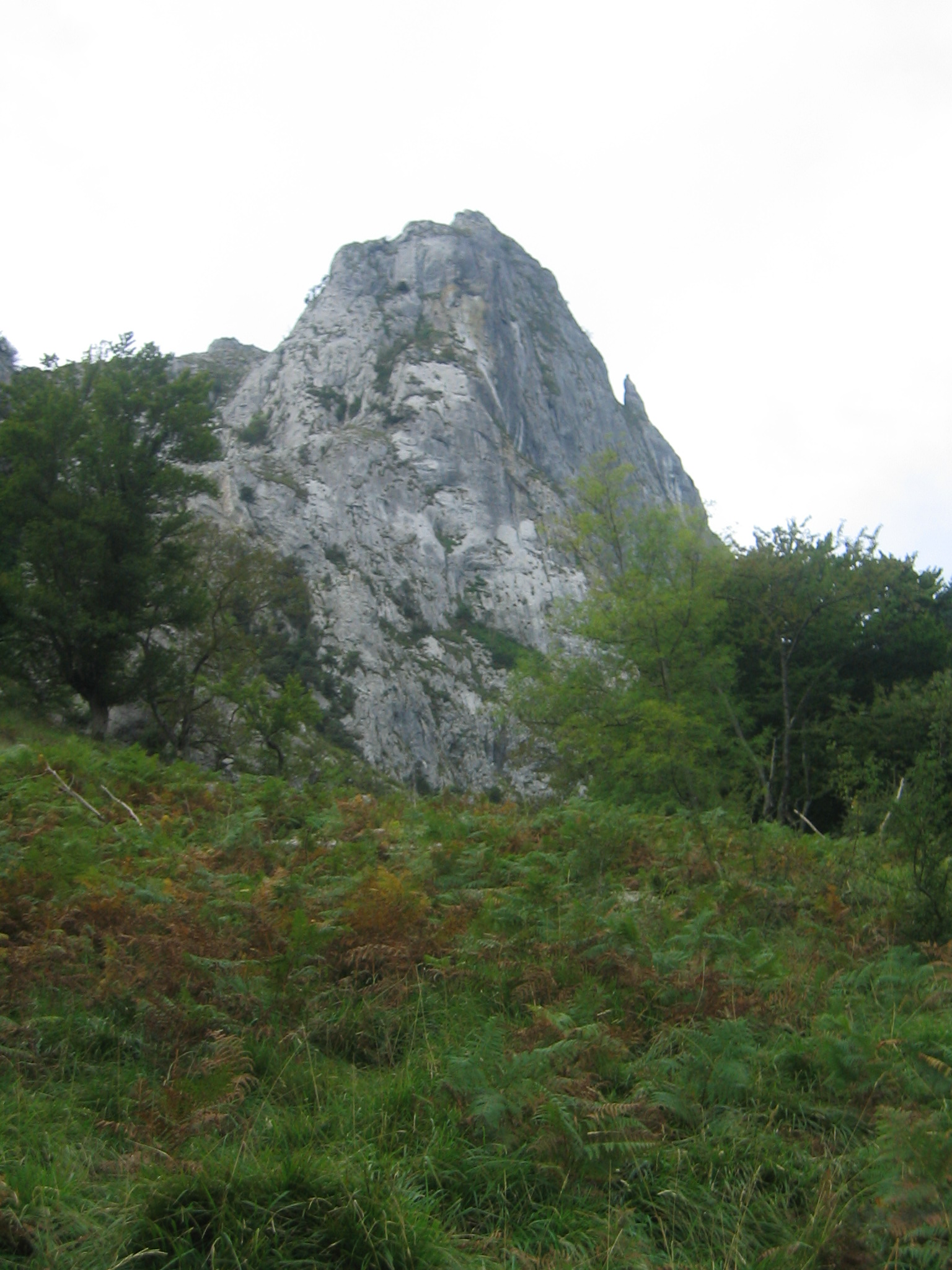
Espolón Fraile Atxa.

Desde Arrazola podemos acceder al collado de Zabalandi por dos rutas diferentes: una de ellas forma parte del sendero de Pequeño recorrido PR-BI 201.1 que se une con el GR-123, y la otra es la variante de este mismo PR; es la PR-BI 201.2, que se une al de Gran Recorrido, GR-12. 
Para seguir la ruta PR-BI 201.1 se parte de Arrazola y se llega al collado de Zumela, justo al lado del Andasto, bajo el Ipizte. Esta ruta sigue el arroyo Errekaundi y discurre por una antigua calzada que utilizaban los residentes del valle de Atxondo para subir a Urkiola. Se sale de la iglesia de Arrazola hacia el caserío Iturriza y se sigue a la izquierda en dirección sur. Junto al caserío Agerre gane se abandona la carretera asfaltada, siguiendo a la derecha una pista hacia el sur para llegar al depósito de aguas, desde donde seguimos una amplia pista girando a la izquierda para llegar a una fuente al lado de una borda Bidegurutzeta, y de allí, subiendo, llegamos a la Mendiko borda, donde se aprecian los restos de la calzada que nos cunducirá hasta arriba. Pasamos por un hayedo y cruzamos varias veces el arroyo Errekaundi, perdiendo más arriba la calzada, para llegar, después de zigzaguear por el hayedo, al collado Andasto, quedando a la izquierda su cima rocosa (817 m s. n. m.). La senda se une a la que viene del Besaide y que conduce a Zabalandi, llevándonos hasta el collado que queda al pie de la mole caliza del Amboto. Desde allí se sigue la ruta ya indicada.
Para seguir la ruta PR-BI 201.2 salimos de Arrazola dirigiéndonos al caserío Iturriza y de allí, por la derecha, vamos hasta el Atxeko, siguiendo dirección sureste. Pasamos una valla y, entre pinos, ascendemos en dirección sudoeste. Dejamos la pista y por una senda a la izquierda nos introducimos en un pinar que en fuerte pendiente nos deja en el collado de Aizpuru, desde donde, en dirección sur, vamos caminando por la cresta Eluberteko gana, llegando a la cueva de Artaungo sakona, la gran canal que se forma entre el Amboto y Azkillar. Girando a la derecha y subiendo de nuevo llegamos al collado de Zabalandi, y de allí, por la ruta ya señalada, a la cumbre.
Tiempos de acceso: 
- Urquiola (2h).
- Atxarte (4h, cresta integral).
- Atxarte (2h 30m, por Asuntze).
- Aramayona (3h).
- Arrazola(2h 15m, cara N.).
- Arrazola (3h, por Zabalaundi).

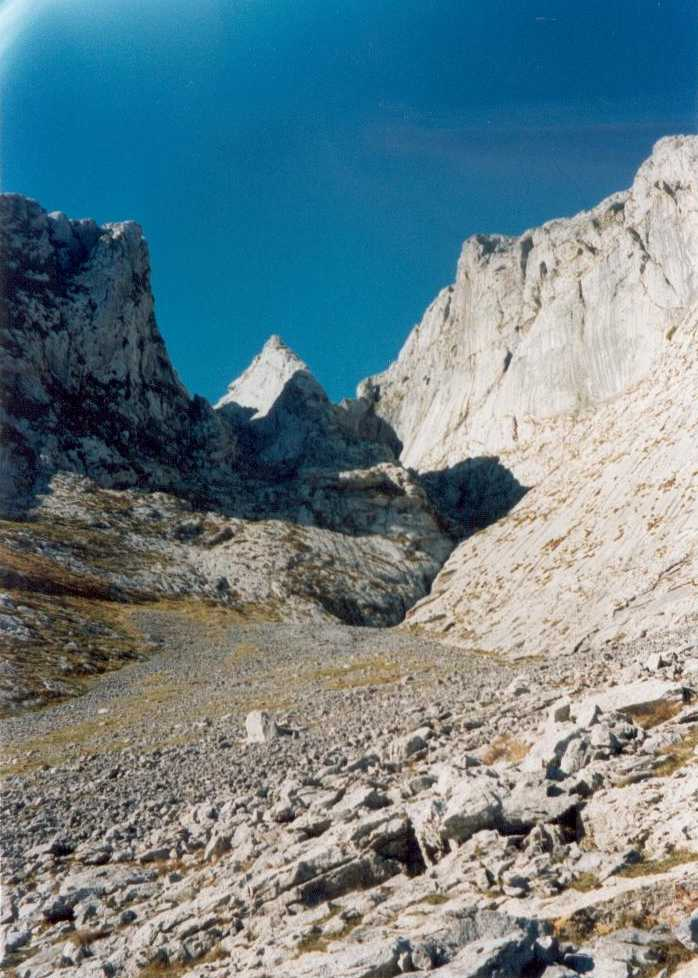
Canal de Ezkilar sakona o Artaungo sakona. A la derecha la pared este y al fondo el ojo de Bentanetan.
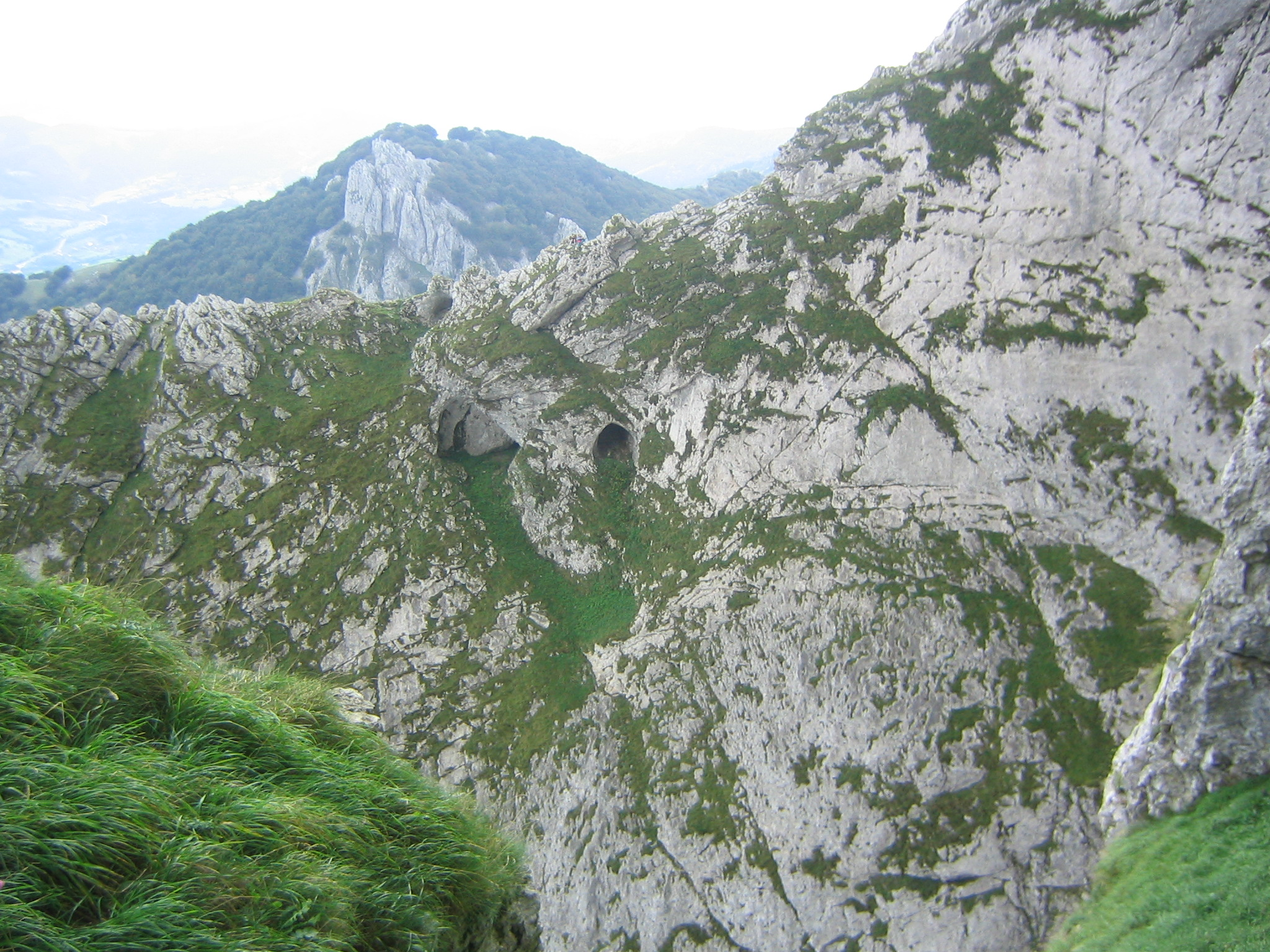
Arista de Ezkilar, vista desde la cueva de Mari.
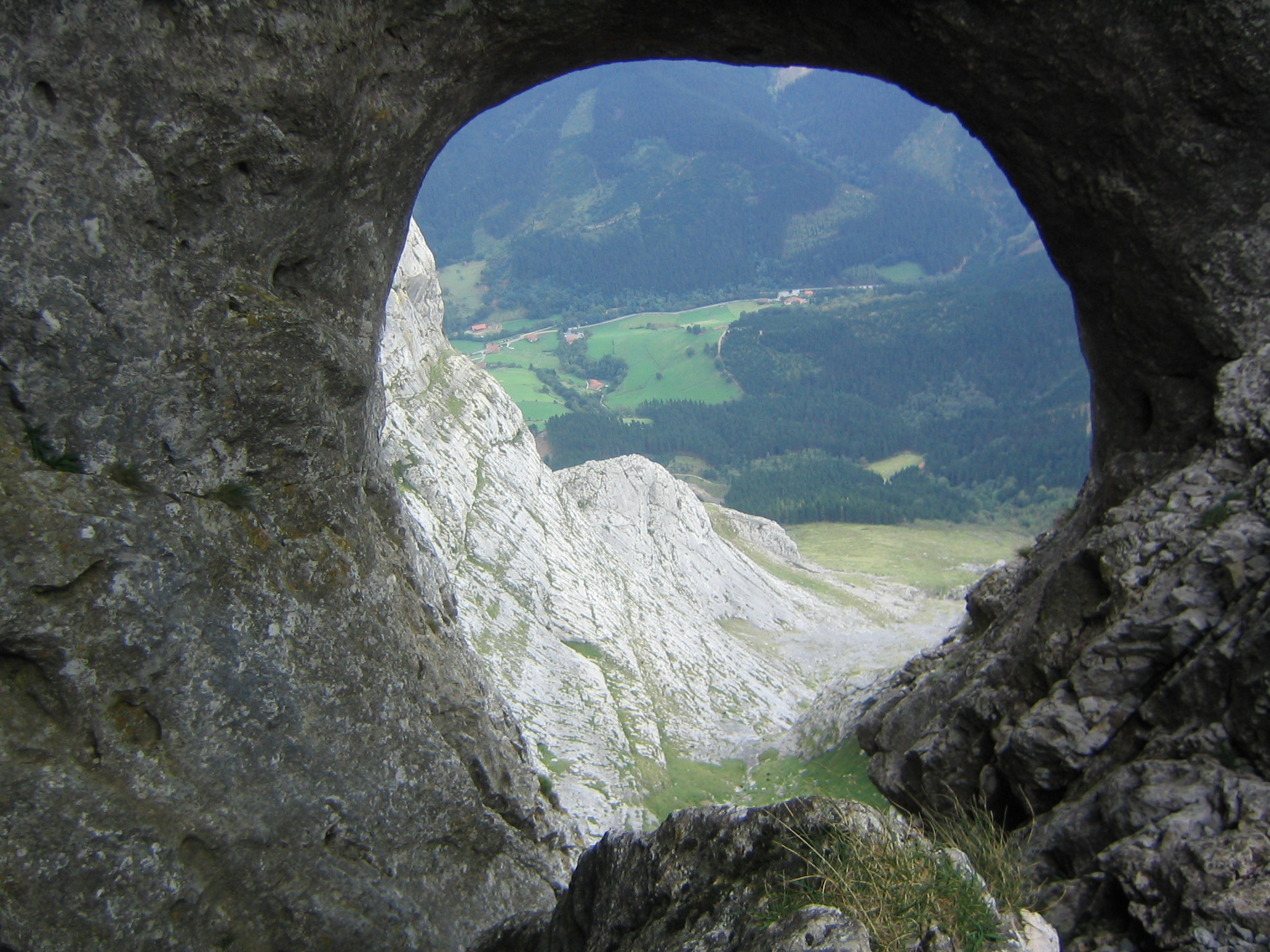
Ojo de Bentanetan y vista desde el mismo.
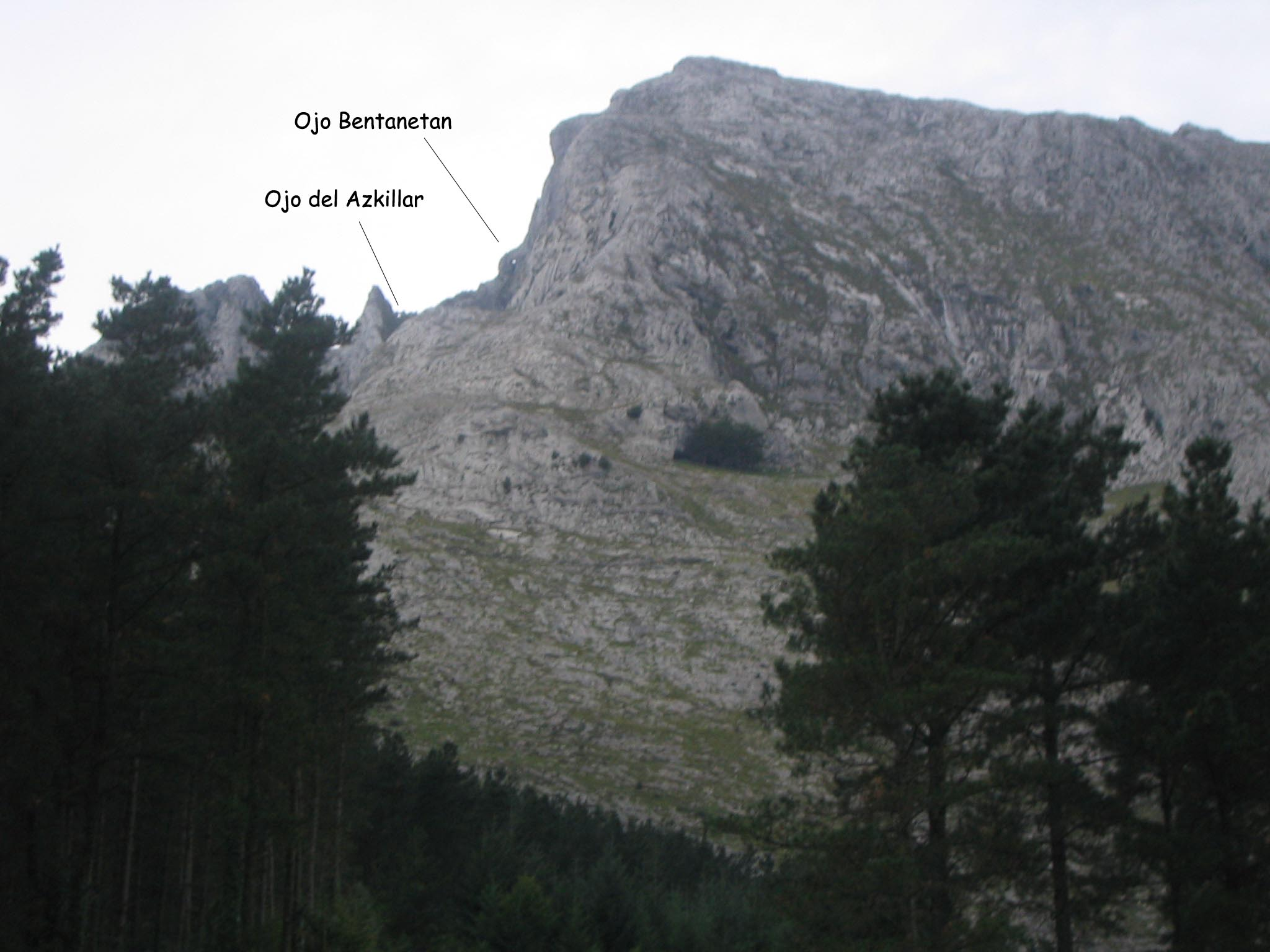
Cara este del Amboto, vista desde Arrázola. Se aprecian y están señalados los ojos de Bentanetan y Ezkilar.